# 海南中学
海南中学，又稱海南省海南中学，是中华人民共和国海南省的一所公办全日制完全中学，1923年创办时名为私立琼海中学。1950年后琼海中学改为公办，琼南中学、匹瑾女子中学、建华中学等三所学校先后并入，改称广东海南中学。1959年被定为广东省首批重点中学之一。1988年海南建省后，改名为海南中学沿用至今。
海南建省以来，海南中学发展迅速，被誉为“海南基础教育的一面旗帜”，科技创新教育、艺术体育教育、校本课程建设、校园文化建设等各项工作特色鲜明、成绩突出，办学水平首屈一指。
海南中学在海口市、澄迈县分别设有府城、美伦两个校区，初中、高中两个学部共有在读学生5834人，成125个教学班。2017年，海南中学接管三亚实验中学，并将其更名为海南中学三亚学校；2022年，海南中学接管白沙中学，并将其更名为海南中学白沙学校，逐步形成“一校两区两翼”的一体化集团办学模式。

## 历史沿革

### 办学历史

#### 1923-1949年
1923年8月，钟衍林、冯官尧、王国宪、韩卓秦等13名知名教育工作者，决定在海南筹建学校，并组建了校董会。经过校董会讨论，学校定名为“私立琼海中学”，以府城镇苏泉书院为临时校址，推举钟衍林为第一任校长。
1923年9月，学校正式开学。学校的学生主要是当地的工农子弟，大部分学生的经济背景并不宽裕。鉴于此种情况，琼海中学虽然是私立，仍然决定只向学生征收少量的学费。
创校后，学校于20世纪30年代初期主持创办农场、糖厂等工农产业，允许学生半工半读，在减轻学费压力的同时，普及劳动教育，推动学生身心全面发展。同时，学校开办附属小学和幼儿园，并确立了「办学平民化、教育科学化、劳动技能化」的办学理念。
在成立后不久，琼海中学凭借进步的教育理念、丰富的教学内容，汇集了海南岛内外多名名流学者。学校借此博采众长，时常邀请校内外知名学术人士到学校发表学术演讲（即现今“衍林讲堂“的前身），学校的办学能力和成绩也获得了飞跃式的提升。
1938年，日军占领广州。考虑到日军极有可能继续进军琼崖地区，校董会决定成立“琼海中学香港分校”，将贵重的仪器和文献图书暂时运往香港。
1939年2月，日军占领琼崖地区，琼海中学停办。同年秋季，琼海中学香港分校校董会正式成立，决定增设学校附属小学。
1939-1941年，琼海中学香港分校在3年时间内，积极向学生推行战时教育，宣传抗日救国思想。1941年年底，由于太平洋战争爆发，香港被日军占领，香港分校被迫停办。
香港分校停办后，琼海中学师生在韶关等地继续进行教学活动。由于战事所逼，一段时间后，这一批师生也解散了。自此以后直至1946年，琼海中学处于完全停止教学活动的状态。
1946年，抗日战争胜利一年后，琼海中学回迁复校。

#### 1949年至今
1950年，随着中国人民解放军占领海南全岛和中国共产党接管琼崖地区，琼海中学由私立改为公立。1951年，匹瑾女子中学并入琼海中学。随后，学校在海南区政府指示下，改名为“海南师范学院附属中学”；1952年，随着广东省高教局将海南师范学院改制为海南师范专科学校，学校又改名为“海南师范专科学校附属中学”；1953年，由于海南师专并入华南师范学院，广东省教育厅将学校更名为“广东海南中学”。
1988年4月26日，随着“中国共产党海南省委员会”“海南省人民政府”正式挂牌成立， “广东海南中学”更名为“海南省海南中学”，简称“海南中学”。海南中学从原地区级的省重点中学，一跃成为省会城市的重点中学。
改革开放后，伴随着西方素质教育理念流入中国，海南中学积极吸取优秀素质教育理念，并尝试将素质教育在基层教学活动中普及。 1990年，经过多次关于素质教育的学习讨论后，学校领导明确了海南中学办学的四大问题：“要从应试教育向素质教育转变；素质教育是继承现行教育的优良传统，纠正现行教育的某些弊端；实施素质教育不是淡化文化科学知识；创新教育是素质教育的重要部分。” 1992年10月，中国首届中学校长国际研讨会在京举行。参加会议的有来自美国、英国、 德国等11个国家和地区的校长70余人。在这次会议上，时任海南中学校长邹福如畅谈“培养高层次精英人才”的理念，提出“把学校办成全国一流的国际型的中学”的构想。
在海南省教育厅的全面支持下，大批优秀的教师和学生资源流入海南中学。自二十世纪七八十年代起，海南中学的高考平均成绩长期在海南位居第一。
2007年，海南中学入选第一批“全国教育系统先进集体”，先后荣获“海南省中小学德育工作先进集体”“海南省课程改革实施工作先进单位”“全国学校艺术教育工作先进单位”“全国体育工作先进单位”“全国绿色学校”“全国十佳科技教育创新学校”“全国教育系统先进单位”等荣誉称号，2017年被评为首届“全国文明校园”。
2017年，海南中学接管三亚实验中学，并将其更名为海南中学三亚学校；2022年接管白沙中学，并将其更名为海南中学白沙学校。海南中学影响和引领周边市县基础教育的提升和发展，率先助力全省推进集团化办学，振兴民族地区教育。 
海南中学美伦校区于2021年8月26日开学。 设有高中部、初中部、附属小学和附属幼儿园，二期工程将建设国际部。

### 历任校长
| 校长   | 任期      |
| ------ | --------- |
| 钟衍林 | 1923-1950 |
| 何仁楷 | 1950-1951 |
| 林成燮 | 1951-1952 |
| 张寿琪 | 1952-1953 |
| 吴奇勋 | 1953-1956 |
| 林泉   | 1956-1959 |
| 杨精业 | 1959-1963 |
| 杨楷儒 | 1963-1970 |
| 莫维   | 1970-1978 |
| 司徒权 | 1978-1982 |
| 郑向光 | 1982-1984 |
| 邹福如 | 1984-1999 |
| 黎当贤 | 1999-2010 |
| 马向阳 | 2010-2020 |
| 王宏   | 2020-2023 |
| 柳海英 | 2024-     |

## 学校文化

### 校训
“尚德、睿智、唯实、创新”。尚德，意为崇尚德行；睿智，寓意见识卓越，富有远见，坚持以人为本；唯实，代表为人诚实、专业扎实、工作踏实、实事求是；创新，则指唯有推陈出新才能跟上时代的脚步。校训于20世纪80年代由时任校长邹福如提出。

### 社团
海南中学有模拟法庭社、广播站、乒乓球社、足球社、惊蛰羽毛球社、新月魔术社、想眼漫画社、音控社、燎辉传媒社、新视野天文社、光合作用社、D²街舞社、丝弦民乐社、模拟联合国社、原木吉他社、猫咔摄影社、科技社、溪韵文学社、时光戏剧社、E-zone英语社、海风诗社、白杨主持社、鸣镝辩论社、青云舞社、脆脆鲨篮球社、模拟政协等27个社团。